# Autographa alterna
Autographa alterna är en fjärilsart som beskrevs av John Kern Strecker 1886. Autographa alterna ingår i släktet Autographa och familjen nattflyn. Inga underarter finns listade i Catalogue of Life.